# Champnétery
Champnétery è un comune francese di 558 abitanti situato nel dipartimento dell'Alta Vienne nella regione della Nuova Aquitania.

## Storia

### Simboli
Lo stemma comunale è stato creato nel 1941.

## Società

### Evoluzione demografica
Abitanti censiti